# Малая Палуя
Малая Палуя — деревня в Шугозёрском сельском поселении Тихвинского района Ленинградской области.

## История
Согласно семитопографической карте Новгородской губернии 1847 года деревня называлась Нижняя Палуя.

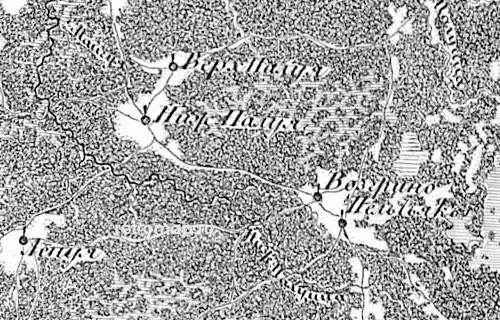
Деревня Малая Палуя на карте 1847 года

МАЛАЯ ПАЛУЯ (НИЖНЯЯ ПАЛУЯ) — деревня Палуйского общества, прихода Малошугозёрского погоста.

Крестьянских дворов — 9. Строений — 12, в том числе жилых — 9.

Число жителей по семейным спискам 1879 г.: 21 м. п., 33 ж. п.; по приходским сведениям 1879 г.: 20 м. п., 29 ж. п.

В конце XIX — начале XX века деревня административно относилась к Кузьминской волости 2-го земского участка 2-го стана Тихвинского уезда Новгородской губернии.

МАЛАЯ ПАЛУЯ (НИЖНЯЯ ПАЛУЯ) — деревня Палуйского общества, дворов — 13, жилых домов — 26, число жителей: 77 м. п., 40 ж. п. 

Занятия жителей — земледелие, рубка и сплав леса. Часовня, земская школа, мелочная лавка, мельница. (1910 год)

По сведениям на 1 января 1913 года в деревне было 111 жителей из них детей в возрасте от 8 до 11 лет — 13 человек.
С 1917 по 1918 год деревня входила в состав Кузьминской волости Тихвинского уезда Новгородской губернии. 
С 1918 года в составе Череповецкой губернии.
С 1924 года в составе Капшинской волости.
С 1927 года в составе Явосемского сельсовета Капшинского района.
По данным 1933 года деревня Малая Палуя входила в состав Явосемского сельсовета Капшинского района Ленинградской области.
С 1963 года в составе Тихвинского района.
По данным 1966, 1973 и 1990 годов деревня Малая Палуя также входила в состав Явосемского сельсовета.
В 1997 году в деревне Малая Палуя Шугозёрской волости проживали 33 человека, в 2002 году — 22 человека (все русские).
В 2007 году в деревне Малая Палуя Шугозёрского СП проживали 16 человек, в 2010 году — 4.

## География
Деревня расположена в северо-восточной части района на автодороге 41К-885 (Шугозеро — Никульское).
Расстояние до административного центра поселения — 12 км.
Расстояние до ближайшей железнодорожной станции Тихвин — 79 км.
Деревня находится близ правого берега реки Нижняя Палуйца.

## Демография
| 2007 | 2010 | 2017 |
| ---- | ---- | ---- |
| 16   | ↘4   | ↗15  |

### Национальный состав
Согласно данным Всероссийской переписи населения 2021 года в деревне проживали 23 человека, из них:
 русские — 14, армяне — 7, украинцы — 2 человека.

## Улицы
Колхозная, Родниковая.